# Ninane
Ninane is een dorp in de provincie Luik (België), in de gemeente Chaudfontaine, tien kilometer van de stad Luik. Ninane heeft ongeveer 1500 inwoners.

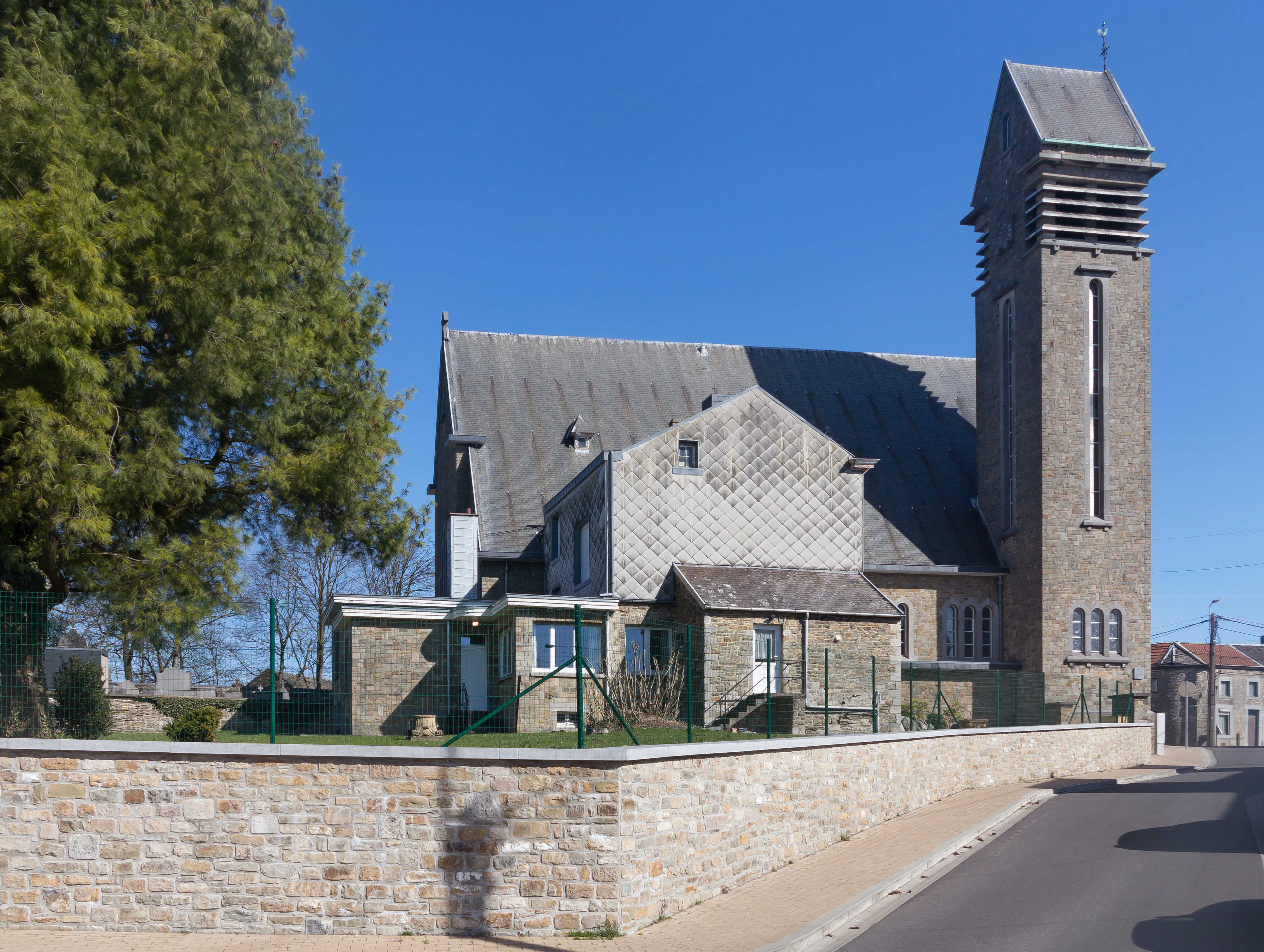
Ninane, kerk